# Emanuel Navarrete
Emanuel Navarrete est un boxeur mexicain né le 17 janvier 1995 à Mexico.

## Carrière
Passé professionnel en 2012, il devient champion du monde des poids super-coqs WBO le 8 décembre 2018 après sa victoire aux points contre Isaac Dogboe. Navarrete remporte également le combat revanche par arrêt de l'arbitre au 12e round le 11 mai 2019 puis bat par KO au 3e round Francisco De Vaca le 17 août 2019 et par arrêt de l'arbitre au 4e round Juan Miguel Elorde le 14 septembre 2019.
Il continue sa série de victoires en battant le 7 décembre 2019 Francisco Horta par arrêt de l’arbitre au 4e round puis Jeo Santisima le 22 fevrier 2020. Le boxeur Mexicain laisse son titre vacant le 12 juillet suivant pour combattre dans la catégorie de poids supérieure. Le 9 octobre 2020, il bat Ruben Villa et s'empare de la ceinture également vacante de champion du monde des poids plumes WBO, ceinture qu'il conserve le 24 avril 2021 contre Christopher Diaz ; le 15 octobre 2021 contre Joet Gonzalez et le 20 août 2022 en battant par KO au 6e round Eduardo Baez.
Tout en étant champion des poids plumes WBO, Emanuel Navarrete affronte pour le titre vacant des super-plumes WBO Liam Wilson qu'il bat par arrêt de l’arbitre au 9e round le 3 février 2023. Il laisse finalement sa ceinture des poids plumes vacantes le 9 février suivant puis conserve sa ceinture en super-plumes le 12 août 2023 aux dépens d'Óscar Valdez qu'il bat aux points. Le 16 novembre 2023, il fait match nul contre Robson Conceição bien que son adversaire ait été compté deux fois.
Le 18 mai 2024, Navarrete a l'opportunité de remporter une ceinture dans une quatrième catégorie de poids en affrontant l'Ukrainien Denys Berinchyk pour le gain du titre IBF vacant des poids légers mais il s'incline sur décision partagée à l'issue des 12 reprises. 
Malgrè cette défaite, il conserve sa ceinture WBO des poids super-plumes face à Óscar Valdez le 7 décembre suivant puis face à Charly Suarez le 10 mai 2025.